# مائوریسیو لیما
مائوریسیو لیما (به انگلیسی: Maurício Lima) (متولد ۲۷ نوامبر ۱۹۶۸ در کمپیانس) والیبالیست سابق اهل برزیل که از سال ۱۹۸۷ تا ۲۰۰۵ عضو تیم ملی والیبال برزیل بود. لیما با تیم ملی برزیل دو مدال طلا المپیک سال‌های ۱۹۹۲ بارسلونا و ۲۰۰۴ آتن را کسب کرد.